# Aragóniai Jakab sogorbi úr
Aragóniai Jakab (1258 körül – 1308) sogorbi úr.

## Élete
Édesapja III. Péter aragón király, I. (Hódító) Jakab aragón király és Árpád-házi Jolán magyar királyi hercegnő fia.
Édesanyja María Nicolau úrnő, III. Péter ágyasa.
Jakabnak két édestestvére volt: János és Beatrix, (I.) Ramón de Cardona felesége.

## Családja
Jakab felesége Sancha Fernández Díaz volt. Házasságukból egy gyermek született:
- Konstancia (1285 előtt–1320 körül), férje III. Artal lunai úr, 8 gyermek